# Германия на «Евровидении-1992»
Германия принимала участие в Евровидении 1992, проходившем в Мальмё, Швеция. На конкурсе её представляла группа «Wind», занимавшая вторые места на конкурсах 1985 и 1987, с песней «Träume sind für alle da», выступавшая под номером 22. В этом году страна заняла 16-е место, получив 27 баллов. Комментатором конкурса от Германии в этом году был Жан Хофер, глашатаем — Кармен Небель.

## Национальный отбор
Финал национального отбора проходпроходил в магдебургском Ротерхорнхоул, ведущим которого стал глашатай от Германии на конкурсе этого года Кармен Небель.
Система выбора песни в этом году изменилась: голосовали 11 членов регионального жюри, отдавая 1 голос одной понравившейся песне.
Стоит также отметить, что лишь группа «Blaue Engel» являлась дебютантом национального отбора, все остальные — Бернхард Бринк (в 1979, 1984, 1987, 1988), Лена Валаитис (в 1976 и 1981), Сюзан Шуберт (в 1985 и 1991), группа «Relax» (1984) и, наконец, победители всех своих национальных отборов — группа «Wind» — участвовали в 1985 и 1987 годах — пробовали представлять Германию на Евровидении..
| Номер | Исполнитель          | Песня                   | Баллы | Место |
| ----- | -------------------- | ----------------------- | ----- | ----- |
| 1     | Бернхард Бринк       | Der letzte Traum        | 0     | 4-е   |
| 2     | Группа «Relax»       | Blue Farewell River     | 0     | 4-е   |
| 3     | Сюзан Шуберт         | Shalalaika              | 0     | 4-е   |
| 4     | Группа «Blaue Engel» | Licht am Horizont       | 3     | 2-е   |
| 5     | Лена Валаитис        | Wir seh’n uns wieder    | 1     | 3-е   |
| 6     | Группа «Wind»        | Träume sind für alle da | 7     | 1-е   |

## Страны, отдавшие баллы Германии
Каждая страна оценивает 10 участников оценками 1-8, 10, 12.
| 10 баллов  | 6 баллов               | 3 балла | 2 балла  | 1 балл |
| ---------- | ---------------------- | ------- | -------- | ------ |
| Португалия | Бельгия Великобритания | Дания   | Ирландия |        |

## Страны, получившие баллы от Германии
| 12 баллов | Великобритания |
| 10 баллов | Ирландия       |
| 8 баллов  | Португалия     |
| 7 баллов  | Нидерланды     |
| 6 баллов  | Исландия       |
| 5 баллов  | Дания          |
| 4 балла   | Израиль        |
| 3 балла   | Франция        |
| 2 балла   | Югославия      |
| 1 балл    | Италия         |